# The Devil Wears Nada
The Devil Wears Nada ist ein US-amerikanischer Erotikfilm des Regisseurs Jim Wynorski (unter dem Pseudonym Salvadore Ross), der 2009 als Fernsehproduktion gedreht wurde. Es handelt sich dabei um eine Parodie des Filmes Der Teufel trägt Prada (Originaltitel: The Devil Wears Prada).

## Handlung
Der Film lehnt sich sehr stark an die Handlung des parodierten Filmes an. Miss Julia Crimson ist Chefredakteurin eines Pornomagazins. Candy Cane soll als neue Assistentin Rebecca ersetzen, gerät jedoch in Probleme mit der Chefin.

## Hintergrund
Produziert wurde der Film von der Produktionsgesellschaft Fallbrook Entertainment. Er wurde ab 2010 mehrfach zu festen Uhrzeiten und „on demand“ bei der Senderkette Cinemaxx sowie bei Showtime ausgestrahlt.

## Rezeption
Dr. Gore hält die Handlung des Films für langweilig, lobt jedoch das Zusammenspiel von Christine Nguyen und Brandin Rackley. Bei The Video Vacuum wird bemängelt, dass der Film für eine Parodie zu wenig Humor bietet. Die Handlung und Charaktere seien sehr nah am Original und die erotischen Szenen wurden als gut bewertet.